# Jean VI de Tulles

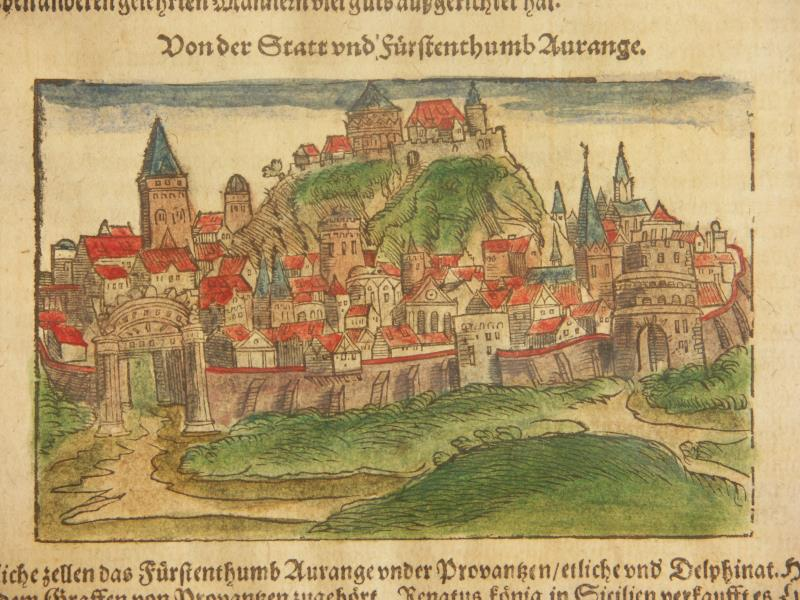
De stad Orange, hoofdstad van het prinsdom Oranje, in het jaar 1600.

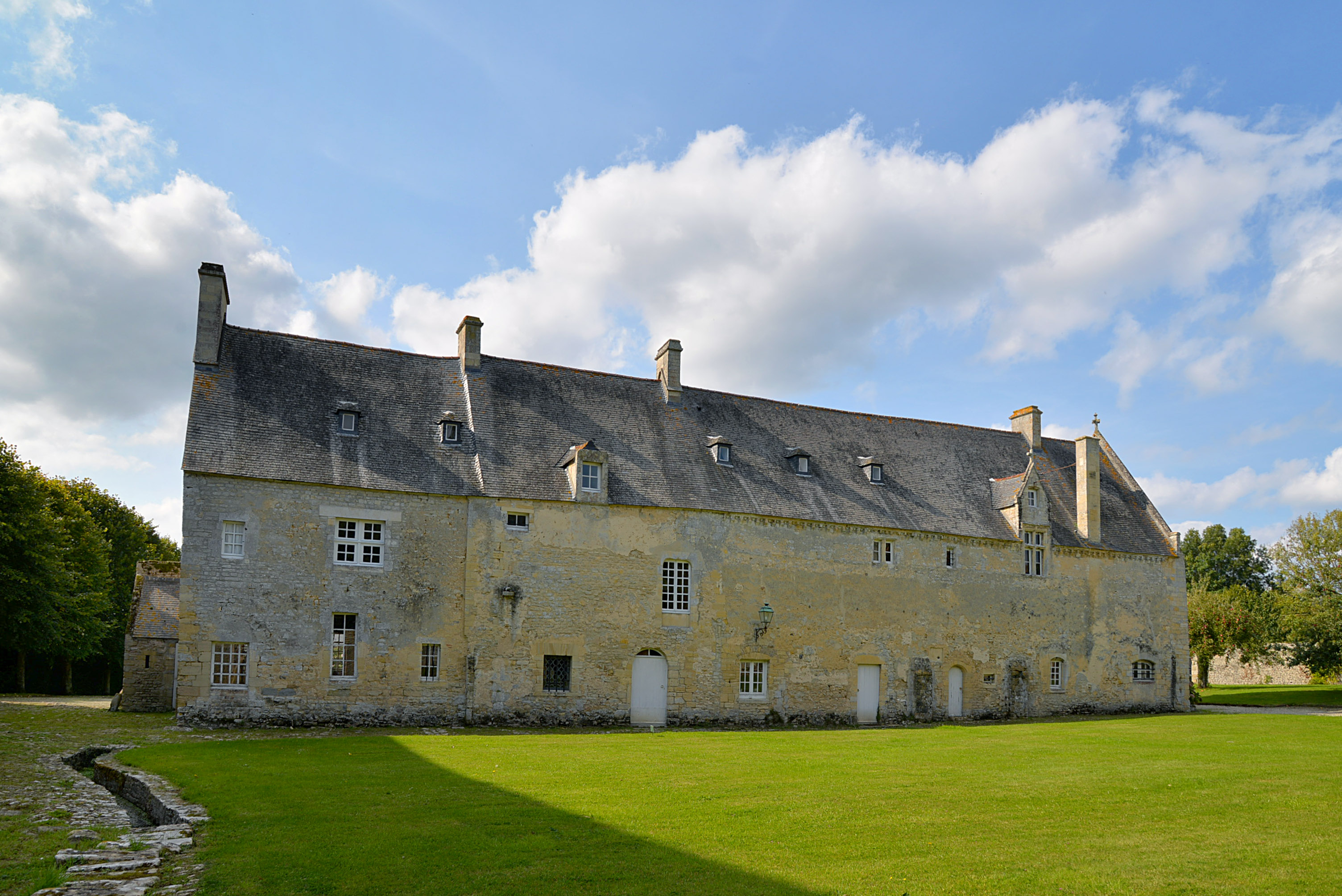
Abtenkwartier van de voormalige Onze-Lieve-Vrouwe abdij van Longues-sur-Mer (Normandië)

Jean de Tulles ( - Orange, 3 oktober 1640) was bisschop Johannes of Jean VI van Orange gedurende meer dan 30 jaar (1608-1640). Hij kon een goede verstandhouding bewaren met de protestantse prinsen van het vorstendom Oranje.

## Levensloop
Jean de Tulles was voorbestemd om zijn oom Jean V de Tulles op te volgen als bisschop van Orange. In 1605 werd hij tot bisschop-coadjutor van Orange gewijd in Rome, op beslissing van paus Paulus V. Jean werd hiermee titulair bisschop van Troje in Klein-Azië (1605-1608). Bij de dood van oom Jean V (1608) werd Jean VI tot bisschop van Orange benoemd; in 1609 deed hij zijn intrede in de stad. 
Jean VI voerde een herstelpolitiek van van het rooms-katholieke geloof in de stad Orange en in het prinsdom. Hiervoor kreeg hij steun van Filips Willem, prins van Oranje. De echtgenote van Filips Willem, Eleonora van Bourbon-Condé, was een nicht van Hendrik IV, koning van Frankrijk. Hendrik IV en Filips Willem hadden een alliantie gesloten. Op vraag van Eleonora liet Filips Willem een Kapucijnenklooster bouwen in Orange. De eerste Kapucijnen kwamen naar Orange in het jaar 1610. In 1620 wijdde Jean VI de kloosterkerk in. 
Jean VI schafte de regel van Augustinus af in het kapittel van de kathedraal van Orange. Voortaan vormden de kanunniken een seculier kapittel, dit wil zeggen zonder kloosterorde. Het gaf Jean VI ook meer zeggenschap over de goederen van zijn kathedraal. Prins Filips Willem steunde hem bovendien financieel om een bisschoppelijk paleis te bouwen.
De relaties tussen het bisdom Orange en Parijs verliepen vrij goed. Maria de Medicis, koningin van Frankrijk, stuurde Jean VI naar Rome om de wrijvingen tussen het Franse hof en het pauselijk hof glad te strijken. Jean VI slaagde in zijn diplomatieke missie. Als beloning werd Jean VI titulair abt van de benedictijnenabdijen van Saint-Eusèbe in Saignon (bisdom Apt) en van de Onze-Lieve-Vrouwe abdij van Longues in het bisdom Bayeux. Van deze twee abdijen had Jean VI inkomsten.
In 1618 bracht Jean VI een bezoek aan Den Haag. Prins Maurits van Oranje was opgevolgd als prins van Oranje. Deze protestantse vorst ontving bisschop Jean VI met een banket. Hier beloofde Maurits aan Jean VI om alle bezittingen van de geestelijken in Orange te respecteren, of zij van de bisschop afhingen of van een kloosterorde. 
Terug in Orange stichtte Jean VI een ziekenhuis. Dit ziekenhuis nam de functies over van kleinere gasthuizen in het prinsdom Oranje. Jean VI leed zelf jarenlang aan jicht. In 1640 stierf hij in Orange. Zijn lichaam werd overgebracht naar Avignon, waar hij begraven werd bij de Franciscanen.